# Eviota lachdeberei
Eviota lachdeberei es una especie de peces de la familia de los Gobiidae en el orden de los Perciformes.

## Morfología
Los machos pueden llegar a alcanzar los 2,1 cm de longitud total.

## Distribución geográfica
Se encuentra desde las Molucas hasta Papúa Nueva Guinea y Islas Ryukyu.

## Observaciones
Es inofensivo para los humanos.